# Marcel Dousse
Marcel Dousse (* 7. November 1956 in Freiburg im Üechtland) ist ein ehemaliger Schweizer Basketballspieler.

## Werdegang
Der Aufbauspieler entstammt der Nachwuchsarbeit von Fribourg Olympic. Mit der Herrenmannschaft der Üechtlander wurde Dousse 1973, 1974, 1978, 1979, 1981, 1982 und 1985 Staatsmeister, 1976 und 1978 gewann er des Weiteren den Schweizer Cupwettbewerb. Er war Olympic-Mannschaftskapitän. Zu seinen Stärken gehörten Führungsstärke, Spielübersicht und die Verteidigung.
In der Saison 1985/86 spielte Dousse für Pully Basket und gewann mit der Mannschaft 1986 ebenfalls die Meisterschaft. Er bestritt rund 40 Länderspiele für die Schweiz. 1986 beendete er seine Basketballlaufbahn. Beruflich wurde Dousse im Finanzwesen tätig.